# Bisert'
Il Bisert' (in russo Бисерть?) è un fiume della Russia europea orientale, affluente di destra della Ufa, nel bacino della Kama. Scorre nell'Oblast' di Sverdlovsk.
Nasce dalle pendici orientali della dorsale degli Urali centrali; scorre mediamente in direzione sud-occidentale attraversando la cittadina di Bisert'. Sfocia nella Ufa a 514 km dalla foce. Ha una lunghezza di 193 km, il suo bacino è di 3 400 km².